# Zweibrücken
Zweibrücken település Németországban, Rajna-vidék-Pfalz tartományban. Lakosainak száma 34 613 fő (2023. december 31.). Zweibrücken Südwestpfalz és Saarpfalz-Kreis községekkel határos.

## Fekvése
A Pfalzi-hegyvidék (Pfalzer Bergland) erdős nyúlványaitól övezett völgyében, Homburg déli szomszédjában fekvő település.

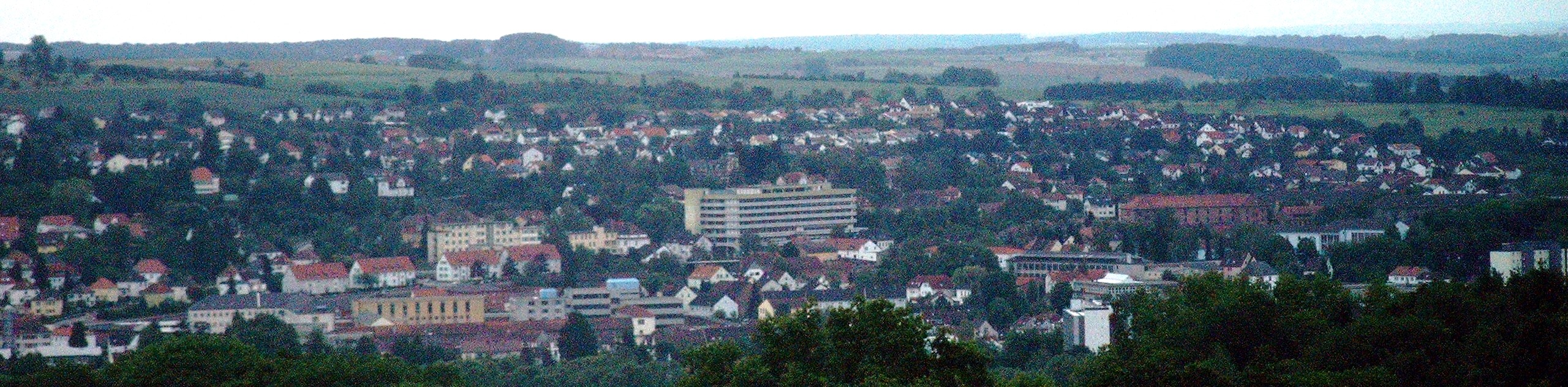
Zweibrücken látképe

## Leírása
A mai iparváros egykor, az 1410-1794 közötti években a Pfalz-Zweibrücken hercegség fővárosa volt. Az egykori, tekintélyes méretű rezidenciakastély (Schloss) ma a tartományi legfelsőbb bíróság épülete. A kastélyt a második világháborús pusztulása után az eredeti, 1720–1725 közötti állapotára állították helyre. A várostól keletre található az egykori nyári kastély (Tschifflik), melynek romos épülete ma fácántelep. Itt élt 1714–1718 között az országából elmenekült lengyel király Leszczyński Szaniszló. Híresek a város rózsakertjei is.

## Nevezetességek
- Rezidencia-kastély – ma a tartományi legfelsőbb bíróság épülete
- Nyári kastély (Tschifflik)

## Itt születtek, itt éltek
- Ludwig II. (Pfalz-Zweibrücken) (1502-1532)
- Ruprecht (Pfalz-Veldenz) (1506-1544)
- Magdalena Katharina von Pfalz-Zweibrücken (1607-1648), grófnő
- Katharina Charlotte von Pfalz-Zweibrücken (1615-1651), grófnő
- Johann Georg Trautmann (1713-1769), festő
- Georg Christian Crollius (1728-1790) történész, könyvtáros
- Georg Wilhelm Petersen (1744-1816), teológus
- Karl von Esebeck (1745-1809), porosz vezérőrnagy
- Anton von Cetto (1756-1847), jogász és diplomata
- Johann Georg Christian Hess (1756-1816), építész
- Heinrich Christian Friedrich von Pachelbel Gehag (1763-1838), politikus
- Christian Aulenbach (1769-1844), pap és költő
- Johann Friedrich Ludwig Engelhard (1783-1862), svájci politikus és az orvos.
- Karl Friedrich Heinrich von Closen (1786-1856), jogász és politikus
- Joseph Savoye (1802-1869) ügyvéd, újságíró és politikus
- Johann Gottfried Dingler (1803-1875), politikus
- Friedrich Wilhelm Schultz (1804-1876), botanikus
- Carl Heinrich Schultz (1805-1867), orvos és botanikus
- Franz Xaver von Meixner (mielőtt 1809-után 1830), tájképfestő
- Wilhelm Molitor (1819-1880), író, kanonok, országgyűlési képviselő
- Philipp Ludwig von Seidel (1821-1896), matematikus és csillagász
- Maximilian von Parseval (1823-1902) bajor vezérőrnagy
- Julius Hilgard (1825-1891), amerikai tudós
- Emmy Brown (1826-1904), szakácskönyv szerzője
- Otto von Parseval (1827-1901) bajor gyalogsági tábornok
- Eduard Hanauer (1829-1893), jogász és politikus
- William Kuby (1829-1894), orvos
- Hermann Dingler (1846-1935), botanikus
- Carl Roth (1846-1929), gyáros
- Gustav Aschaffenburg (1866-1944), pszichiáter
- Hermann Simon (1867-1947), pszichiáter
- Heinrich Molenaar (1870-1965), tanító, író és filozófus
- Hermann Anschuetz (1872-1931), a giroszkóp feltalálója
- Karl Bürker (1872-1957), fiziológus, az orvosi történész és egyetemi tanár
- Eduard Koelwel (1882-1966), író és festő
- Maximilian Schuler (1882-1972), mérnök, gépészmérnök, fizikus
- Emil Oberholzer (1883-1958), svájci pszichiáter és pszichoanalitikus
- Sepp Semar (1901-1971), festő, grafikus
- Kurt Reiss (1903-1960), rendező, színész és író
- Gerd Dehof (1924-1989) szobrász, művész
- Walter Markert (1926-2006), festő
- Klaus Peter Schreiner (* 1930), humorista
- Erika Zwierlein-Diehl (* 1936), régész
- Hans Ammerich (* 1949) történész és levéltáros
- Gerhard Baudy (* 1950), filológus
- Norbert Carius (* 1951), újságíró
- Wolfgang Thiel (* 1951), szobrász
- Martin Möller (született 1951), vegyész
- John Bader (* 1487 Strasbourgban † 16 augusztus 1545 Landau in der Pfalz), volt Zweibrücken 1514-1518, teológus és reformátor
- Hieronymus Bock (* 1498. † 1554 Hornbach február Hornbach), orvos és botanikus
- Pantaleon candidus (született Ybbs an der Donau 1540. október 7; †  Two Bridges, 1608. február 3), református teológus, történész és író
- Georg Christian Joannis (* Marktbreit, 1658. november 4; † Two Bridges, 1735. február 22), protestáns teológus és történész

## Galéria

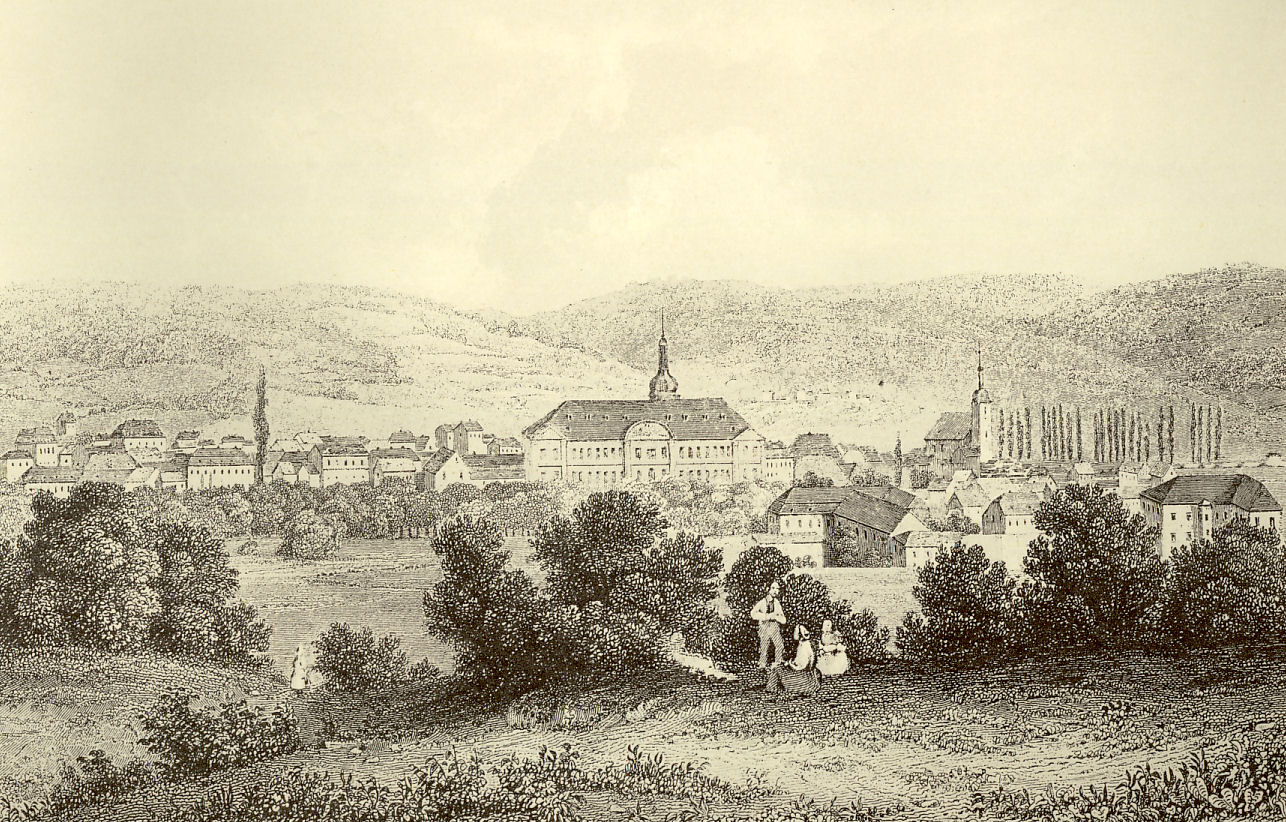
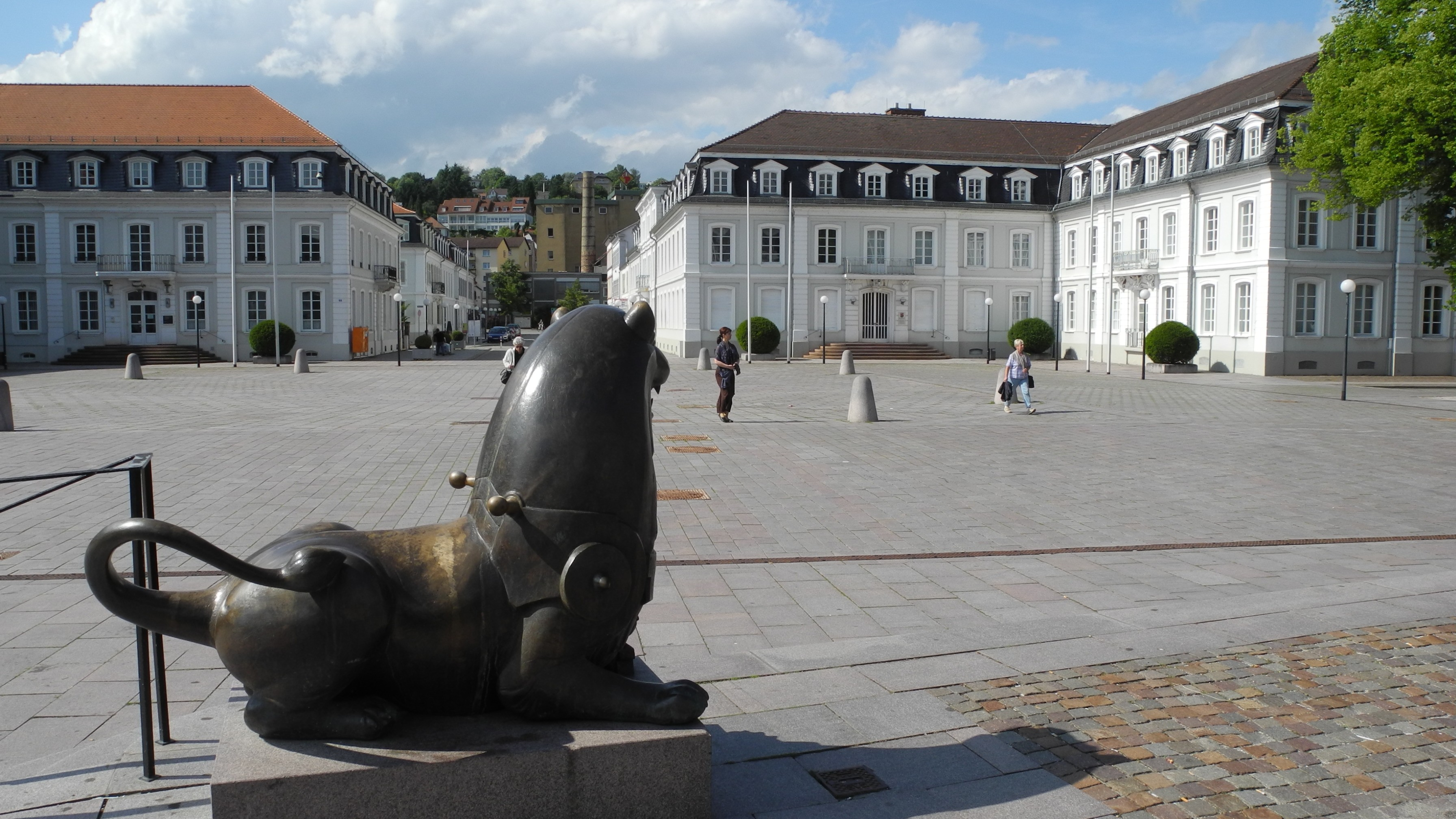
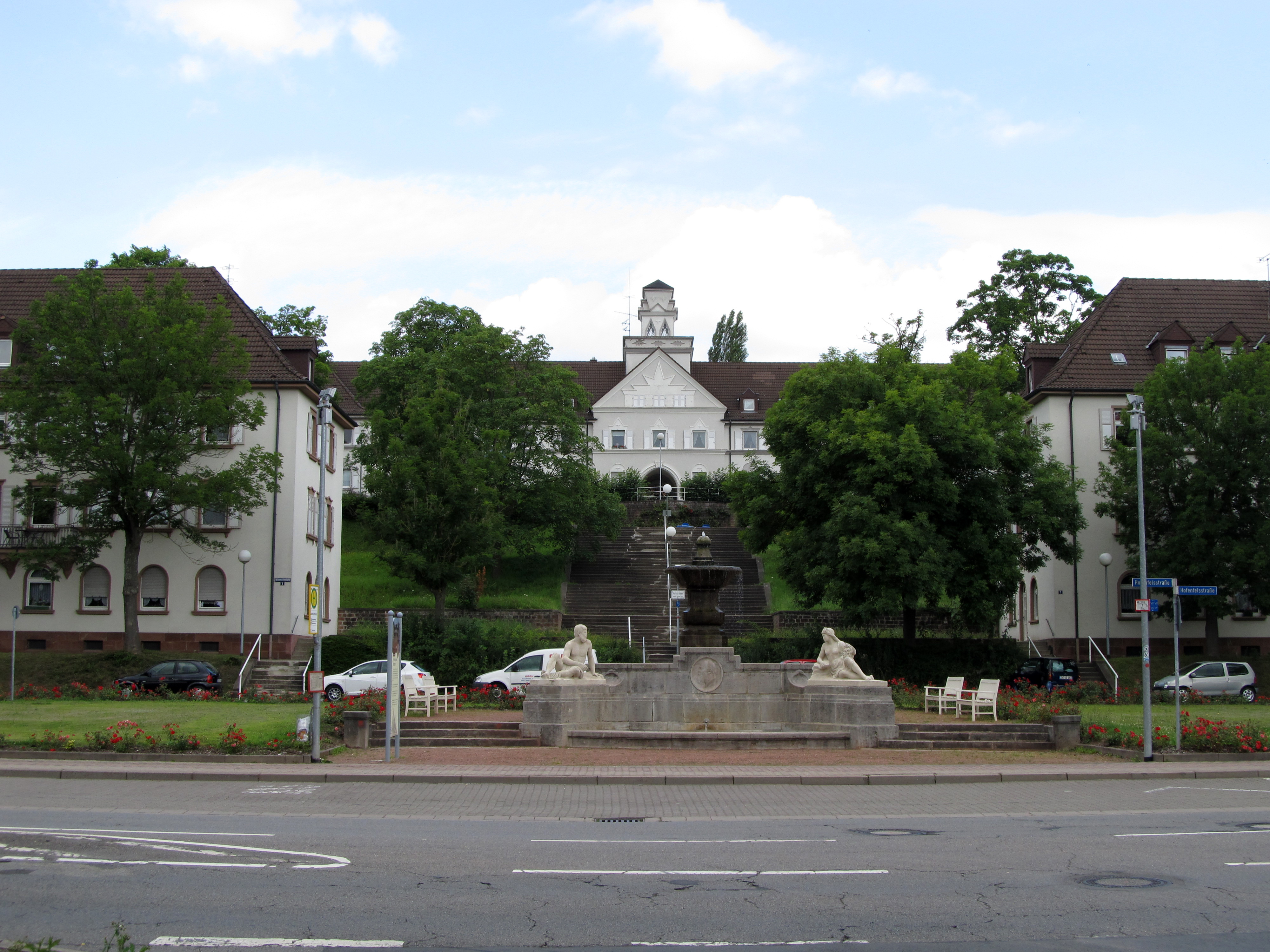
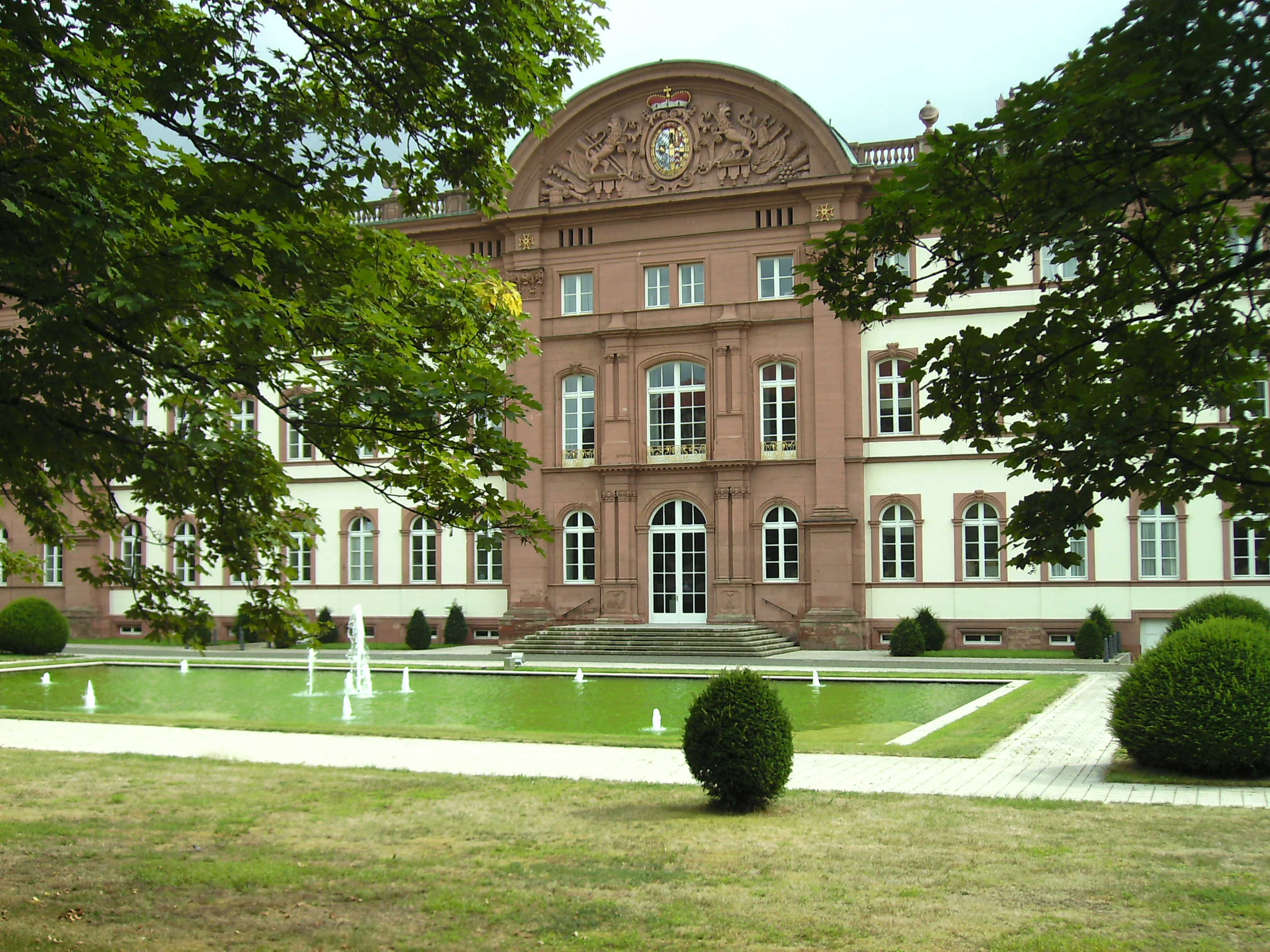
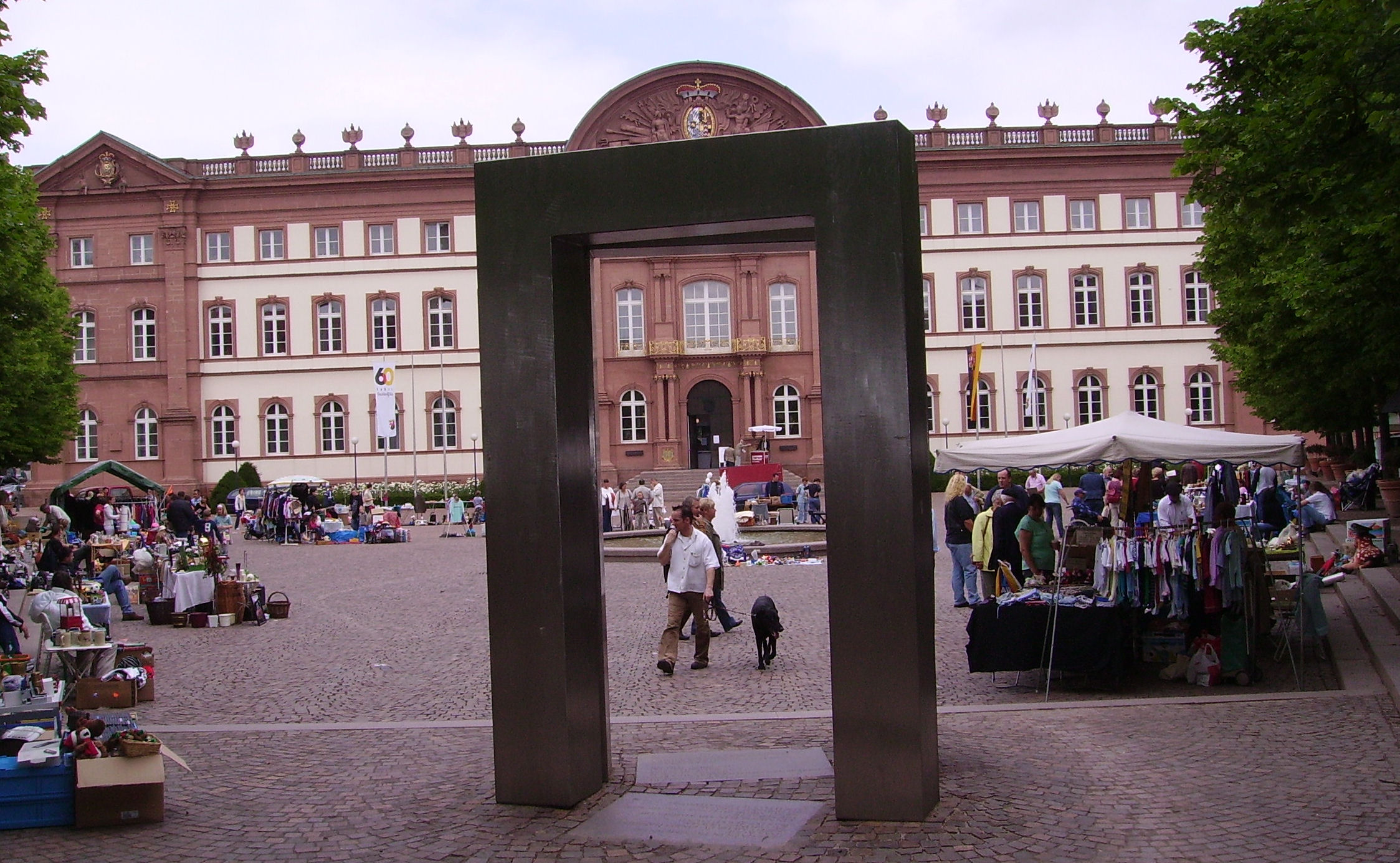
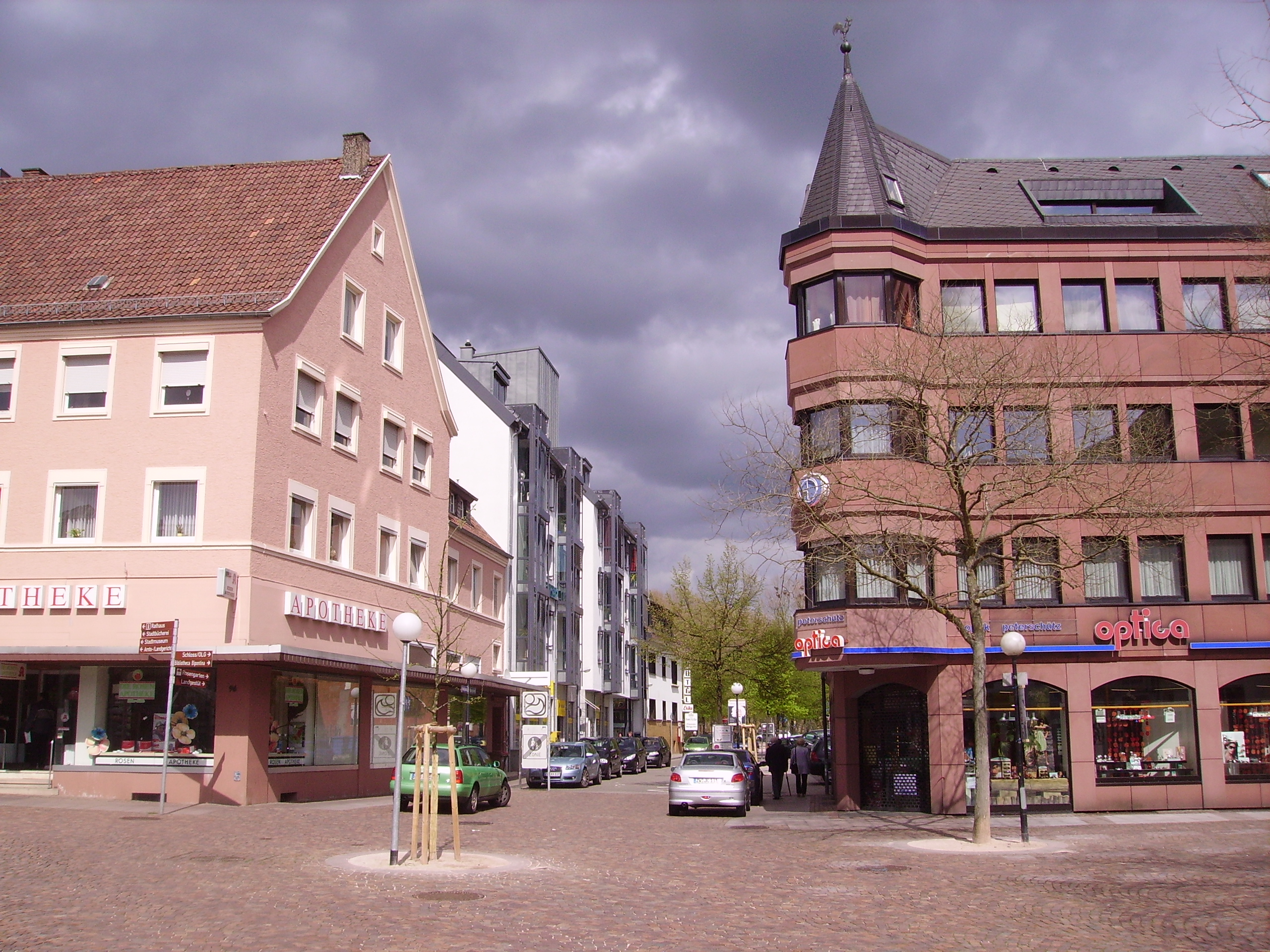
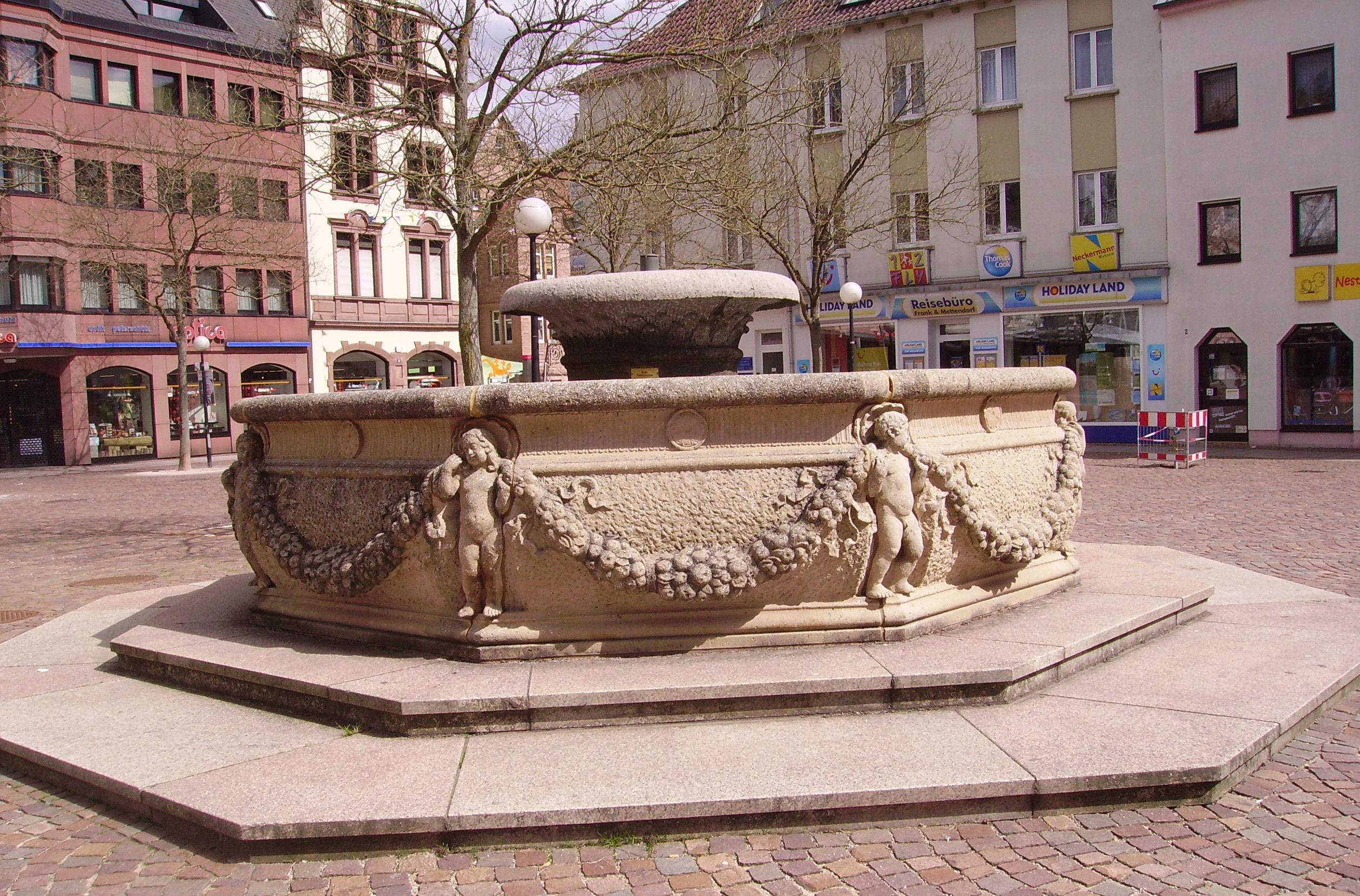
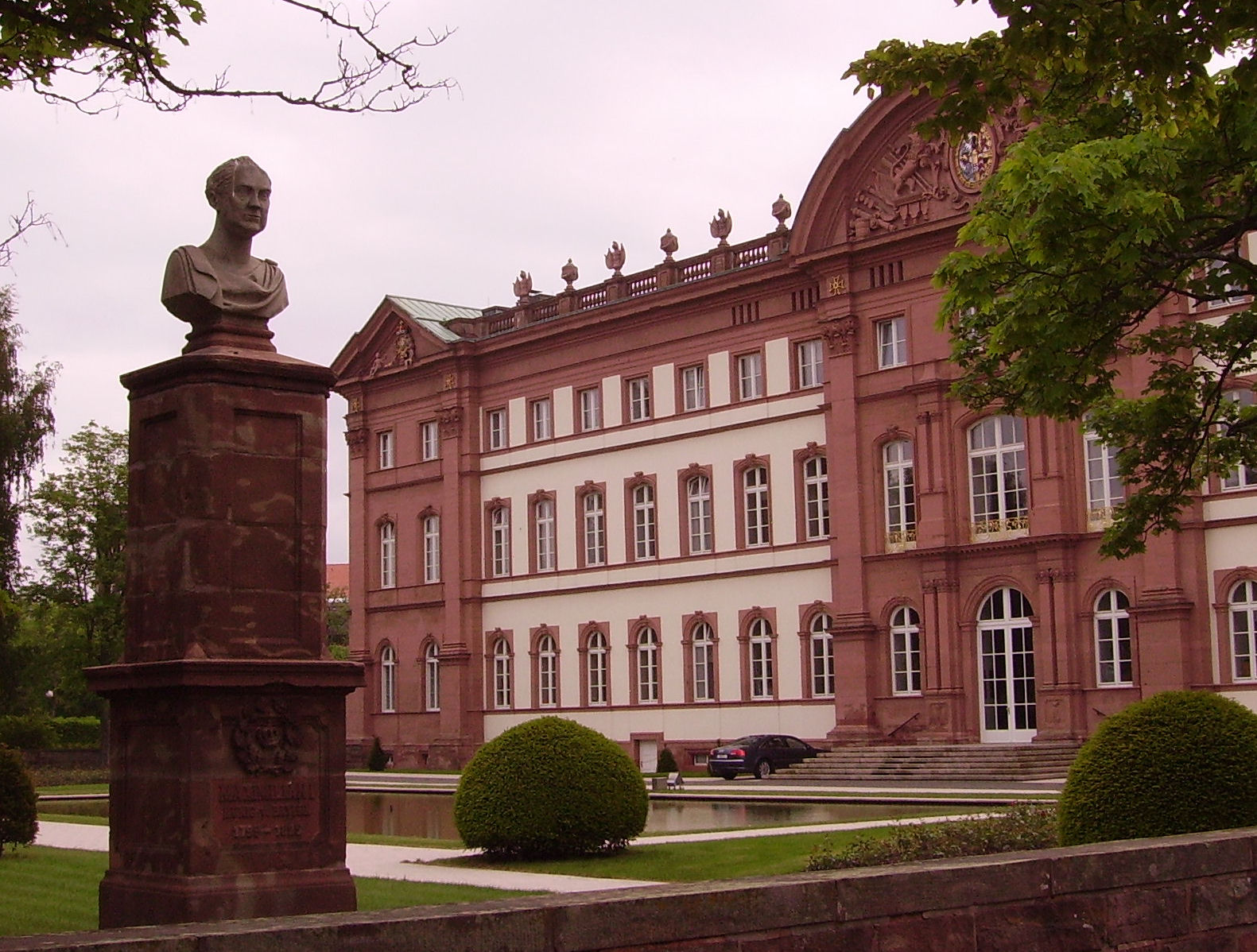
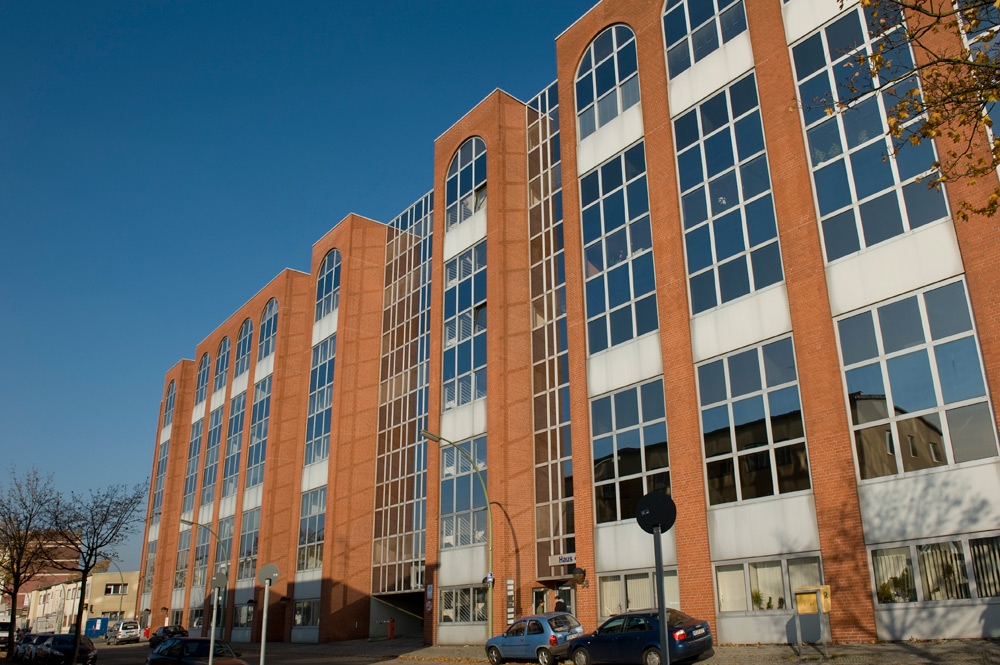
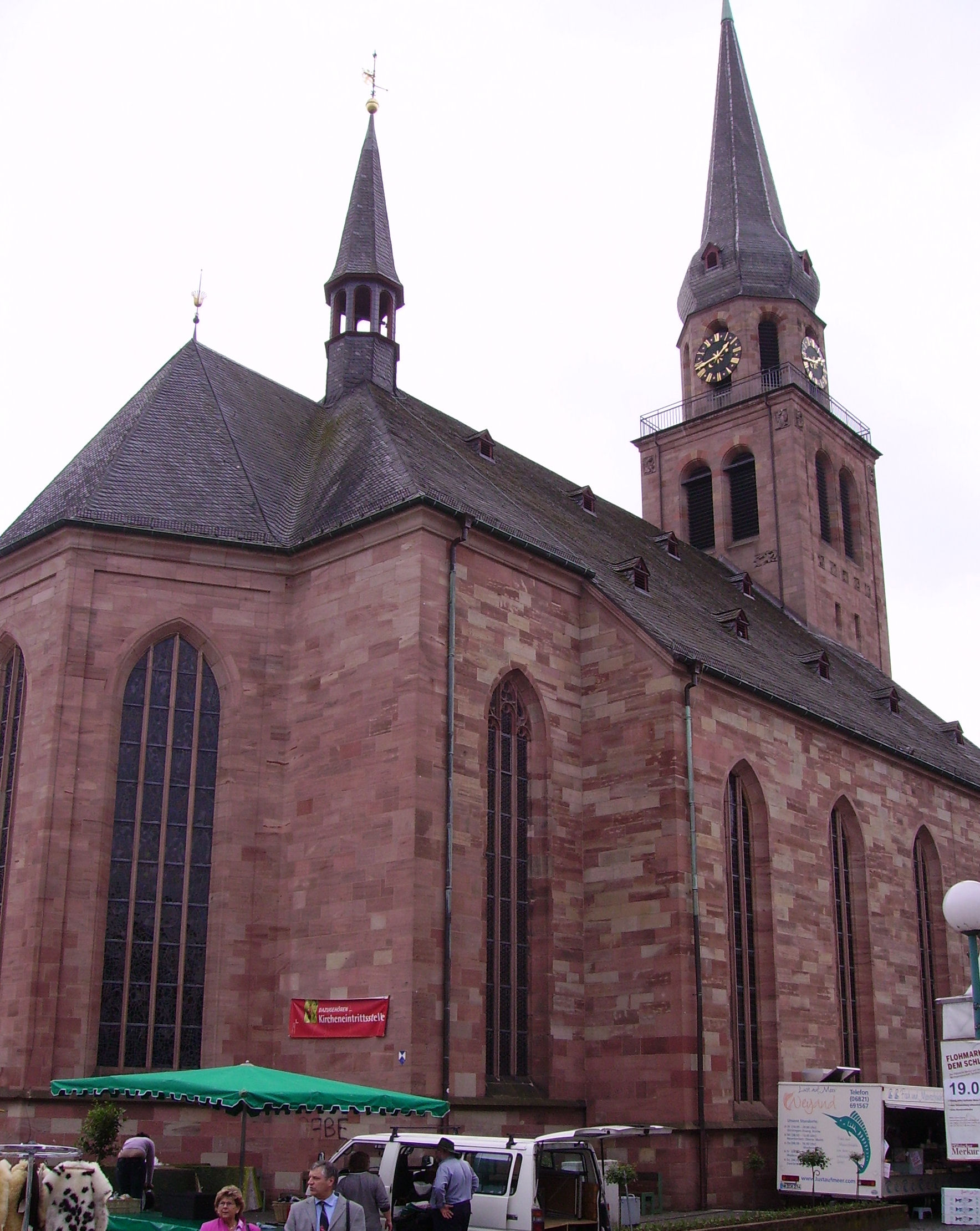
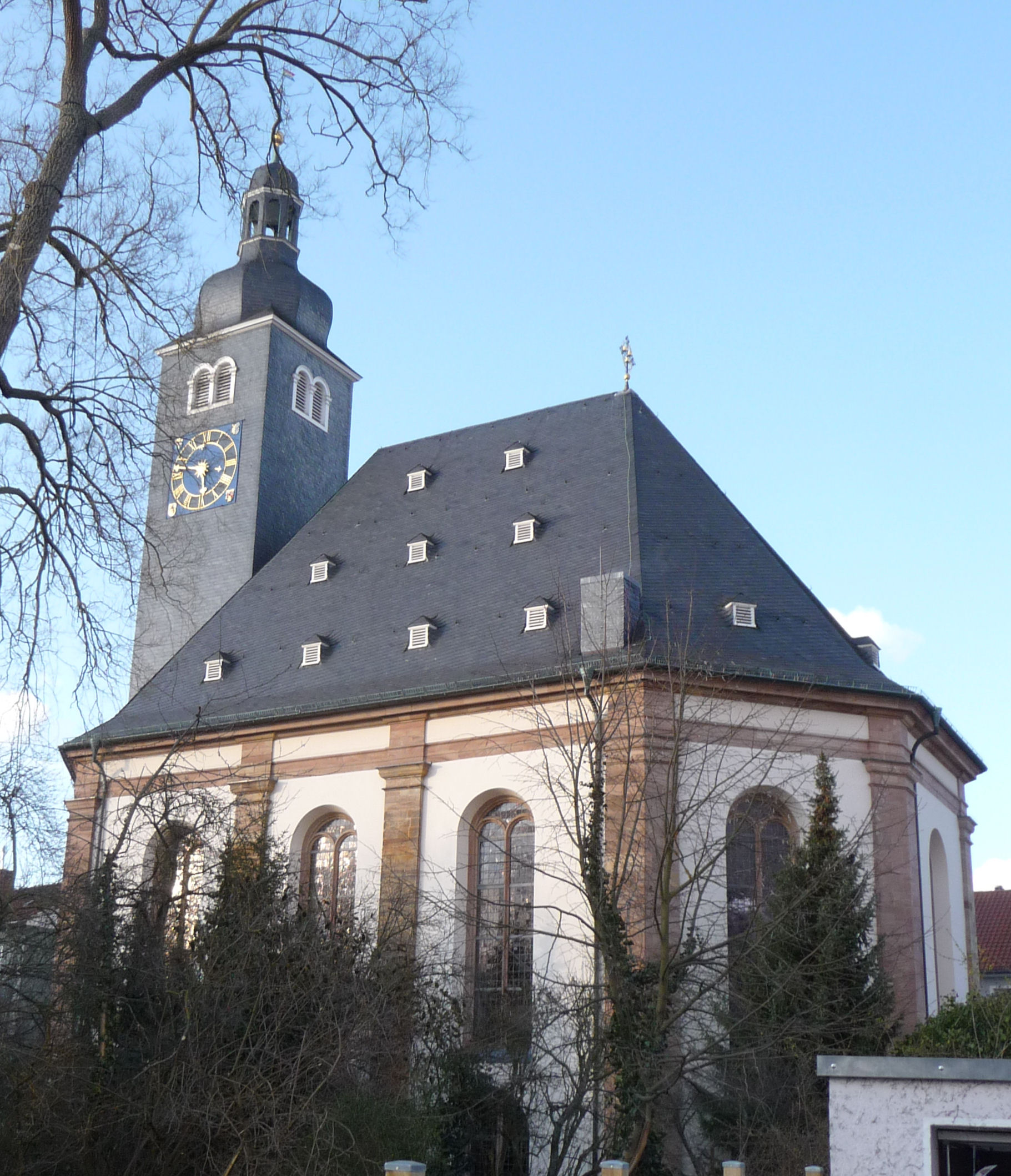
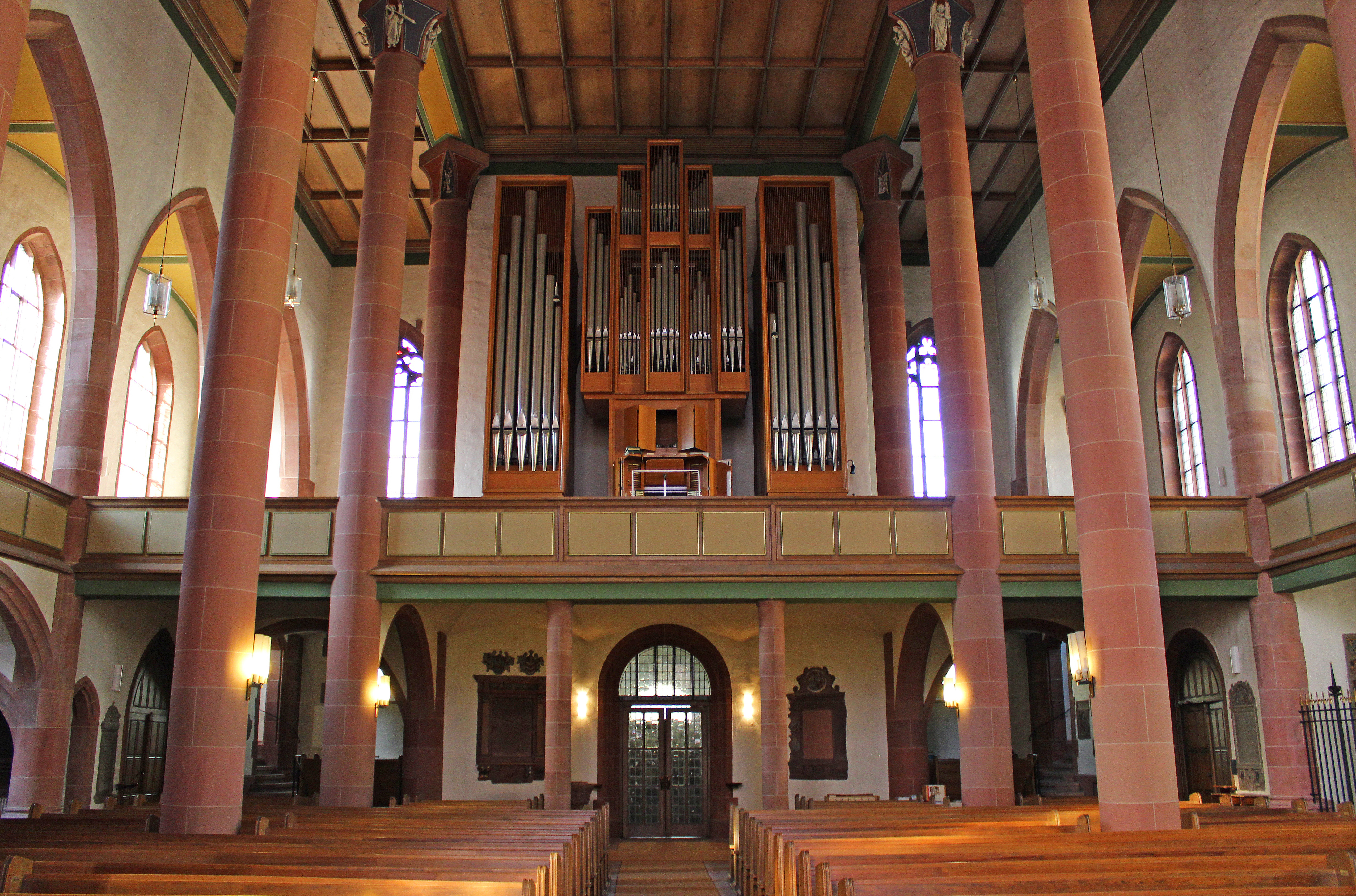
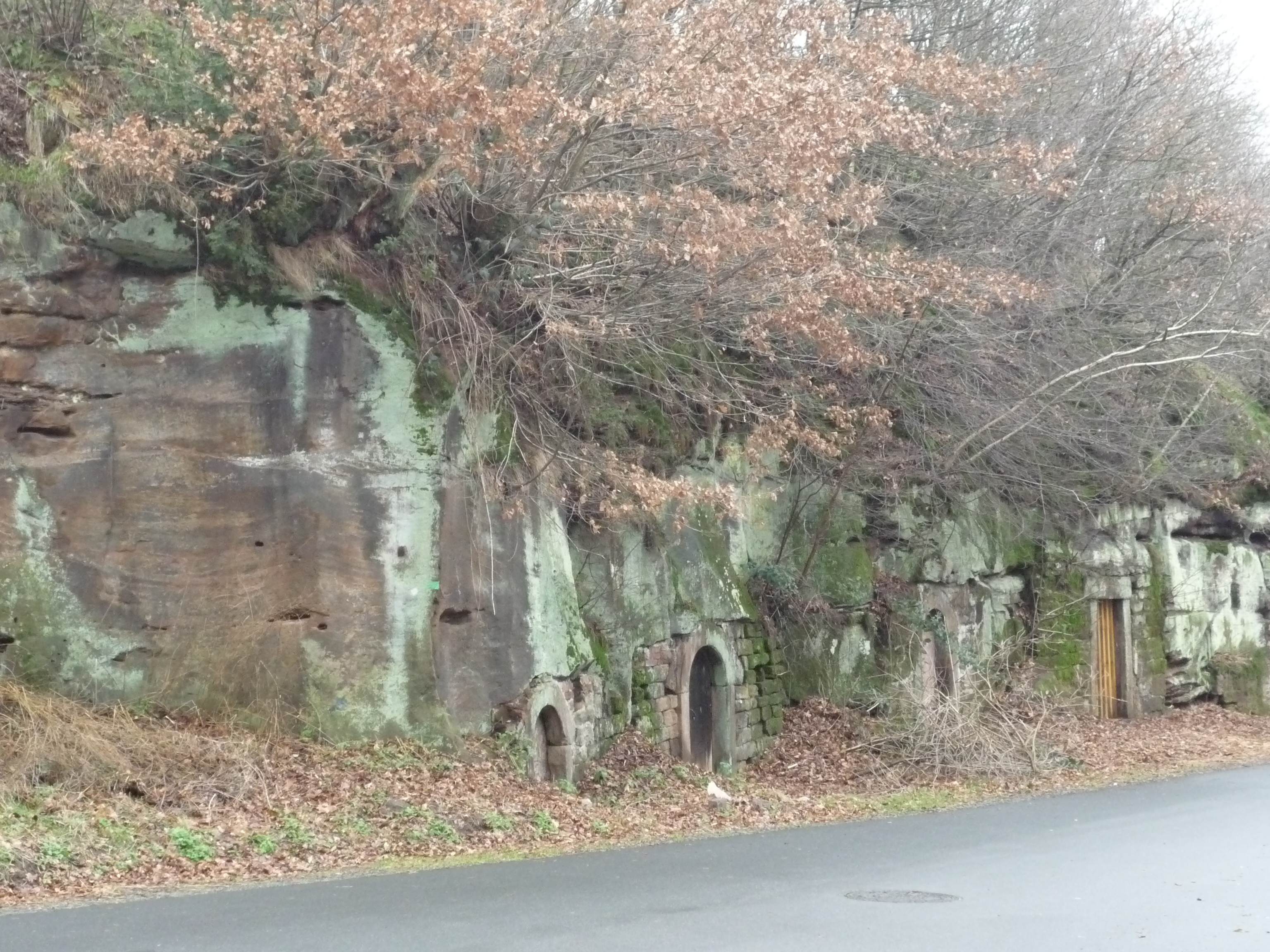
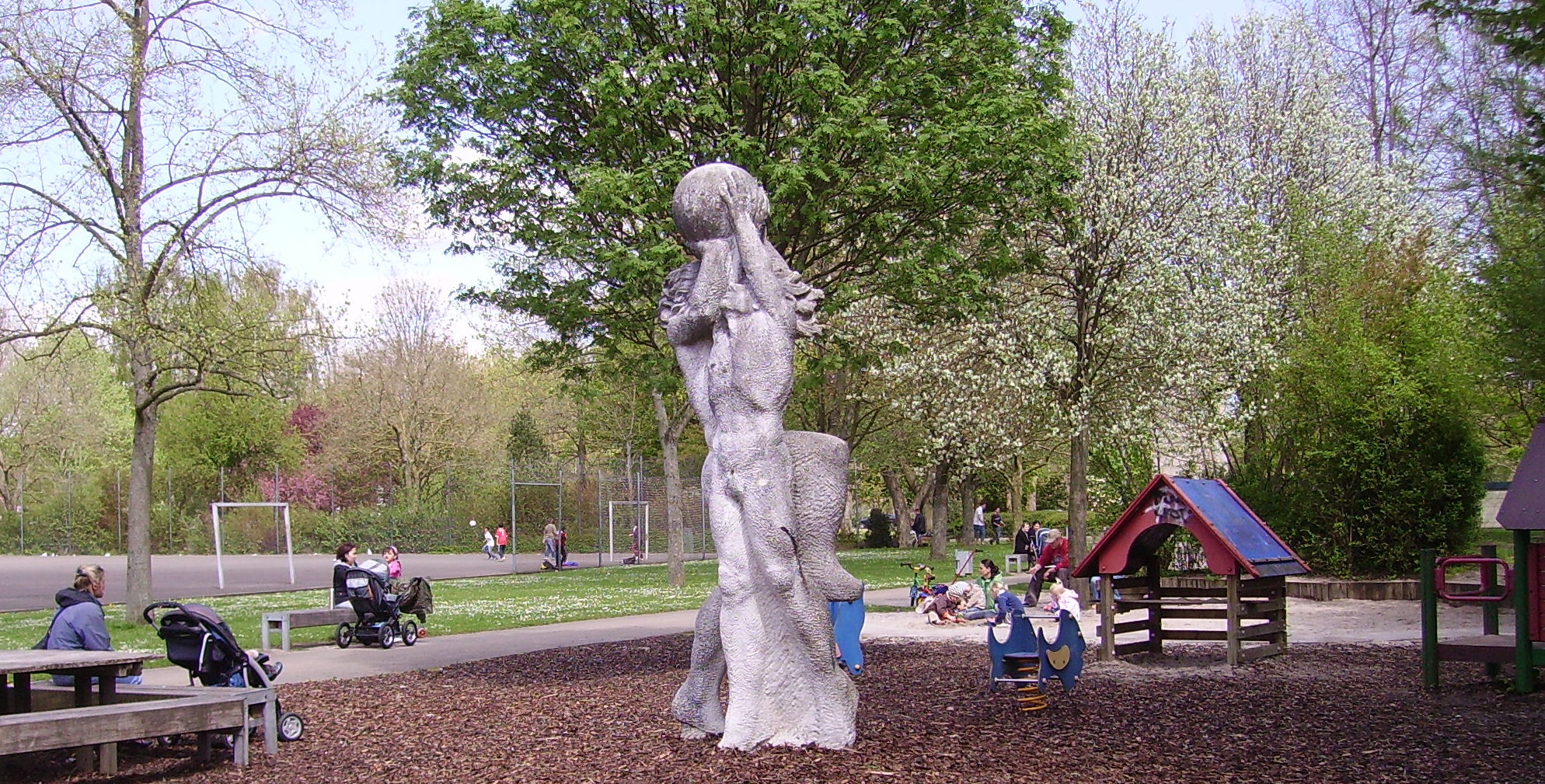
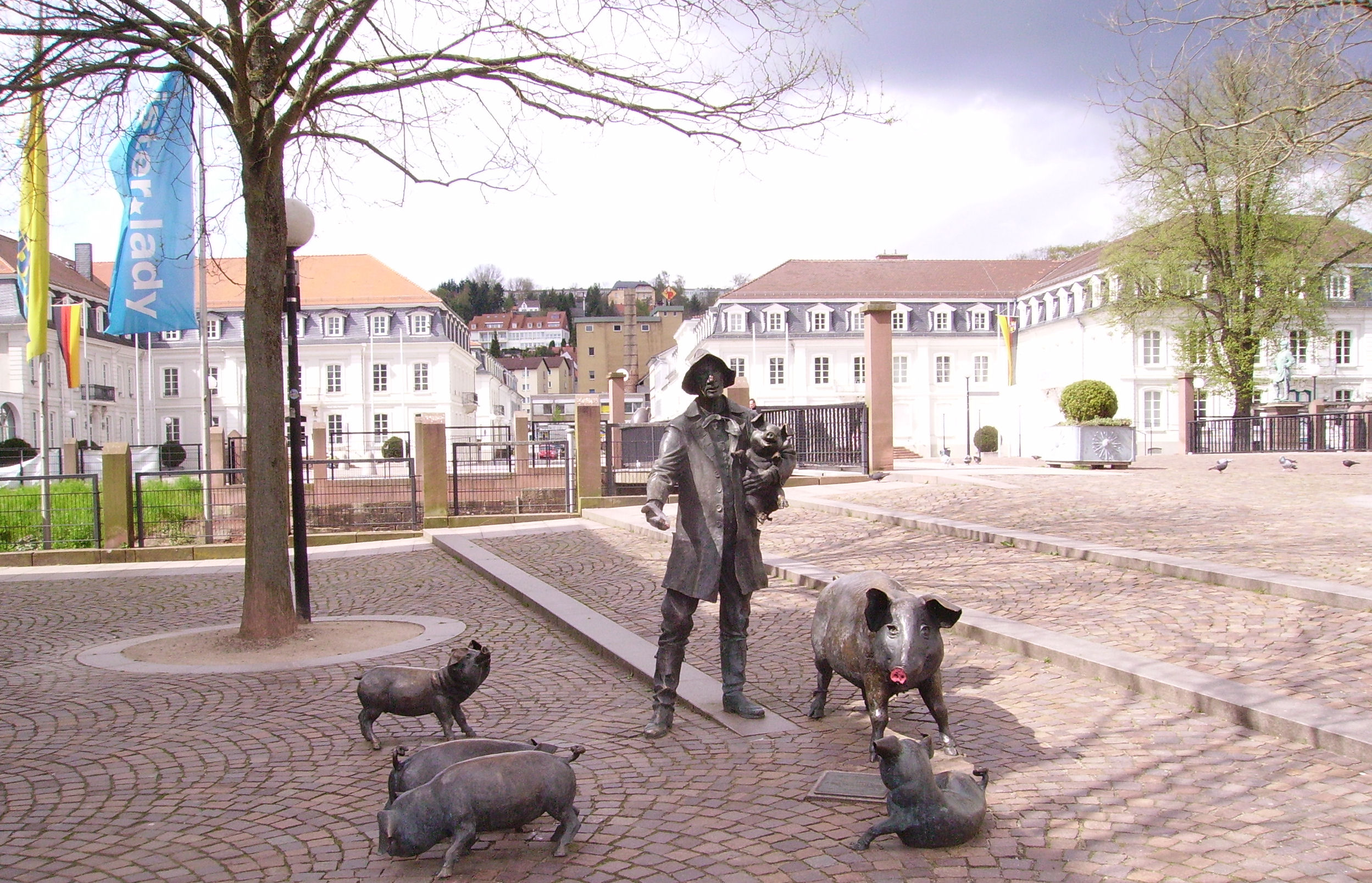
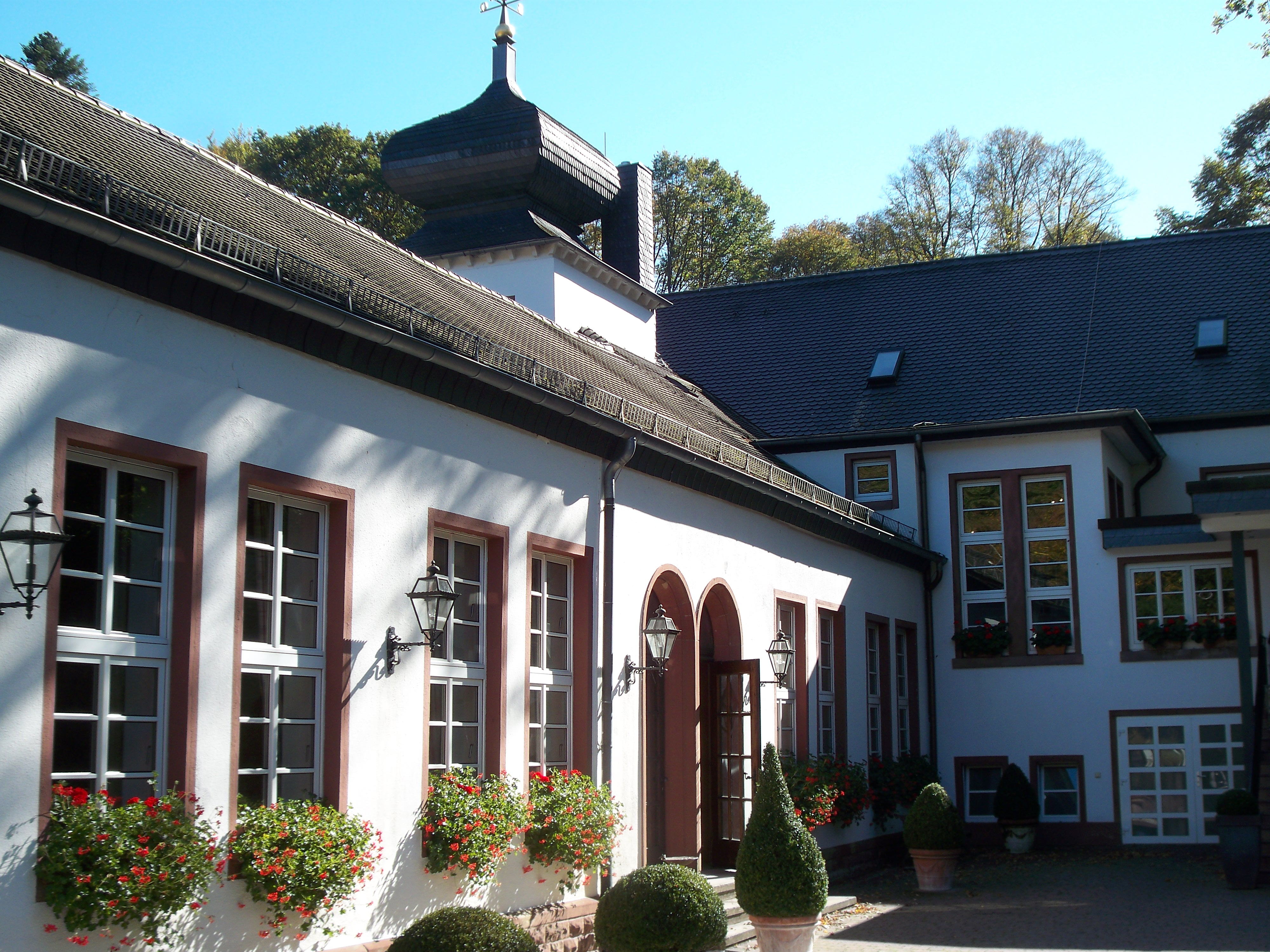